# Privilege Management Infrastructure
Eine Privilege Management Infrastructure (PMI) löst in Rechnernetzen das Problem der Autorisierung zum Zugriff auf Ressourcen.
Eine PMI besteht aus folgenden Elementen:
Privileg-PrüferDer Privileg-Prüfer prüft Nutzungsansprüche von Privilegien-Benutzern.
Privileg-NutzerDer Privileg-Nutzer will eine bestimmte Ressource nutzen und erhebt den Nutzungsanspruch basierend auf Basis eines durch eine Attribute Authority ausgestellten Zertifikats.
Attribute Authority (AA)Die Attribute Authority besitzt die Berechtigung, Rechte in Bezug auf die Nutzung einer bestimmten Ressource zu vergeben.
RessourceDienst oder Infrastruktur, die der Privilegien-Nutzer nutzen will und deren Zugriffe vom Privileg-Prüfer kontrolliert werden.
Eine PMI kann zum Beispiel auf Basis von X.509 erstellt werden. Üblicherweise werden Attributzertifikate verwendet.